# 勝念寺
勝念寺（しょうねんじ）は、京都市伏見区にある浄土宗の寺院。山号は安養山。本尊は阿弥陀如来。通称を「かましきさん」と称する。また、「萩の寺」としても有名である。

## 歴史
勝念寺は、安土宗論にも参加し織田信長が深く帰依していたという浄土宗の聖誉貞安により、天正15年（1587年）に伏見丹波橋に創建された。同時に貞安は天正10年（1582年）に本能寺の変で自害して亡くなった織田信長、信忠父子の菩提を弔うために正親町天皇の勅命によって、二条新御所の跡地（烏丸御池）に大雲院も創建している。
安永7年（1778年）に火災によって本堂と庫裏が焼失してしまったが、境内の地蔵堂は焼失を免れ、織田信長より賜ったと伝わる仏像が残った。
安永9年（1781年）に本堂と庫裏は再建された。しかし、老朽化のため1978年（昭和53年）に檀信徒の寄進により本堂が再建されている。
織田信長より安土で賜ったという身代釜敷（かましき）地蔵尊や閻魔法王が自ら彫り上げたという閻魔法王自作像、さらにはチベット仏教の緑多羅菩薩「多羅観音」やその他多くの仏像が伝わっている。多羅観音はチベット仏教の仏像としては日本で最古に属する仏像と思われる。
近年は9月の萩の頃には境内を開放して道行く人に萩を振る舞う「萩振る舞い」の寺として知られている。

## 天明伏見義民　柴屋伊兵衛
勝念寺檀家 柴屋伊兵衛（町年寄のひとりで、姓は江森氏、山城伏見京町南八丁目の薪炭商）は、伏見奉行 小堀政方の悪政により伏見の町が衰退するのを憂いて文珠九助ら他の義民6人と共に直訴の計画に加わり、遂には捕らわれて牢死した。戒名は正誉義山浄因信士。
伏見奉行 小堀政方は、商人や交運を営む人々からの横領、膨大な御用金強制調達、百姓への強制年貢取立、巨椋池の漁業権の剥奪など悪政を行い、伏見の町民を苦しめていた。
天明5年（1785年）耐えかねた町年寄7人は協議を行い、文殊九助・丸屋九兵衛・麹屋伝兵衛ら3名が江戸へ向かい、幕府に直訴をした（天明伏見騒動）。直訴は聞き入れられ、小堀政方は罷免され、伏見町人の一応の目的は達せられた。しかし、この時代において直訴は封建秩序を乱すために死罪とされていたところ、この件において義民たちはお構いなしとされたが、このことが波及することを恐れ厳しい取調べを受け全員牢死した。
柴屋伊兵衛は直訴当時すでに高齢であり、詳しい役割は不詳であるが、江戸に向った九助、九兵衛らに伏見の様子を知らせる等している。柴屋伊兵衛は、直訴にあたり死を覚悟して、永代回向料として藪地を当寺に寄進し、両親の日牌と両親と先祖の墓を当寺に残した。両親の墓の裏には「永代常回向並墓所花卉　爲糧藪地寄附之」と書かれている。

## 仏像

### 身代釜敷地蔵尊（かましきさん）
織田信長から下賜されたと伝える「かましきさん」の通称で知られる地蔵菩薩像（鎌倉時代作）が祀られている。
足下に猛火に煽られた釜を敷く珍しい姿である。寺では地獄で釜茹での責めに苦しむ人の身代わりとなって、自ら煮えたぎった釜の中に入り亡者の苦を取り除く身代地蔵尊と称している。
厄除け・病気平癒・災難除けの御利益でお参りが絶えない。
昔は縁日に屋台が出て御影の御札が授与され賑わったと伝わる。現在は4月8日には釜敷地蔵尊供養会が開かれ、身代釜敷地蔵尊の御影のお札が授与される。

### 閻魔法王自作霊像
天正7年（1579年）の安土宗論の褒賞として織田信長より開山聖誉貞安に賜ったと伝える。
この像には『焔魔法王尊像縁起』が付属する。縁起によると摂津の清澄寺の慈心房尊恵が閻魔の庁に行き閻魔法王自ら松材に自刻して尊恵に与えたという。蘇生すると手中にこの像を握っていたという一寸八分の慈悲相の小像である。
その後、尊恵は伊勢大神宮に参詣の後、伊賀上野に立ち寄り閻魔像を安置して没した。
縁起には織田信長は伊賀上野でこの像を手に入れたとされる。三重県伊賀市に天台宗の常住寺があり閻魔堂には慈心房尊恵が閻魔より授かったと伝わる松材で彫られた一寸八分の閻魔像が伝わる。
天正6年（1578年）から天正7年（1579年）そして天正9年（1581年）に天正伊賀の乱（伊賀国で起こった織田氏と伊賀惣国との戦い）が起こっている。
勝念寺の閻魔像との関係が注目される。

### 多羅観音像
多羅観音像は、文政6年（1823年）の『焔魔法王尊像縁起』には「金銅像観世音 天竺佛座像」と書かれており、明治24年（1891年）の臨時全国宝物取調鑑査状には「如意輪観音坐像 傳天竺作」と書かれている。
しかし最近の研究から、チベット仏教で信仰されている「緑多羅菩薩」と判明した。
制作年代はおよそ700年前、中国の元代から明代初期（13世紀後半から14世紀）、日本の鎌倉時代から室町時代と考えられる。
多羅菩薩は、観音菩薩の瞳から落ちた涙から生まれたとされる美しい女神で、観音菩薩の救済に漏れた衆生をも残らず済度する菩薩として、チベット仏教圏で広く信仰されている。
伝統的仏教では、女性には五障があり、修行が適さないので、男性に生まれ変わって成仏する（変成男子）という思想があるが、多羅菩薩は、女性の身体のままで成仏するという誓願を発し、これを実現した女性尊とされる。
開山聖誉貞安が織田信長より賜ったと伝えている。この像が何処で祀られ、どのような経緯で日本にもたらされたのか今後の研究による。

## 境内
- 本堂 - 1978年（昭和53年）再建。
- 庫裏 - 1781年（安永9年）再建
- 柴屋伊兵衛の墓 - 天明年間（1781年 - 1789年）に伏見奉行小堀政方の悪政を江戸幕府に直訴して獄死した薪炭商の義民。伏見町民の苦難を救った伏見義民7人のひとりである。
- 地蔵堂 - 文禄4年（1595年）建立。土蔵造りの2階建てで、宝物庫にもなっていた。釜敷地蔵尊が祀られており「かましきさん」と通称されて江戸時代より厄除、災難除け、除病の霊験で信仰を集めている。
- 門出八幡宮 - 鎮守社。甲冑を着け手に弓を持ち、八幡宮が出陣の姿とみて門出八幡宮という。交通安全・家内安全・出世開運の利益ありという。
- 山門

## 写真
- 地蔵堂 釜敷地蔵尊を本尊とする
- 鎮守社 門出八幡宮を祀る
- 本堂 阿弥陀如来を本尊とする
- 萩振る舞い 見頃9月中旬

## 前後の札所
- 通称寺の会（かましきさん）

## 所在地
- 京都市伏見区石屋町521

## アクセス
- 京阪本線 丹波橋駅より徒歩約3分